# Antrozous pallidus
El murciélago pálido o desertícola (Antrozous pallidus) es una especie de murciélago microquiróptero de la familia Vespertilionidae. Es la única especie de su género. Se trata de un murciélago propio de un territorio comprendido entre el oeste de Canadá y México central, además de la isla de Cuba. Su longitud media de 9 a 14 cm, y como características presenta grandes ojos y largas y anchas orejas. Su alimentación es insectívora, llegando a ingerir el equivalente a la mitad de su peso cada noche, y ocasionalmente come lagartos y pequeños ratones. Poseen hábitos nocturnos. La reproducción es de octubre a febrero; la hembra pare dos crías de unos 3 g en junio, crías que a las cuatro o cinco semanas ya pueden realizar vuelos cortos. La madurez sexual se alcanza a los dos años.

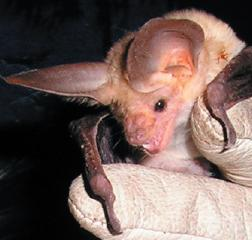
Murciélago pálido.

## Subespecies
Se han descrito las siguientes subespecies:
- Antrozous pallidus pallidus
- Antrozous pallidus bunkeri
- Antrozous pallidus koopmani
- Antrozous pallidus minor
- Antrozous pallidus obscurus
- Antrozous pallidus pacificus
- Antrozous pallidus packardi